# کارل سستا
کارل سستا (انگلیسی: Karl Sesta; ۱۸ مارس ۱۹۰۶ – ۱۲ ژوئیهٔ ۱۹۷۴) بازیکن فوتبال اهل اتریش بود.
از باشگاه‌هایی که در آن بازی کرده‌است می‌توان به باشگاه فوتبال آستریا وین و باشگاه فوتبال تپلیس اشاره کرد.
وی همچنین در تیم‌های ملی فوتبال اتریش و آلمان بازی کرده‌است.